# Морозов, Савва Васильевич
Са́вва Васи́льевич Моро́зов (24 апреля [5 мая] 1770, Богородский уезд, Московская губерния — 15 [27] декабря 1860, Москва) — русский предприниматель и меценат, основатель династии Морозовых.

## Биография
Морозовы происходят из древнего старообрядческого рода из деревни Зуево Богородского уезда Московской губернии. В 1842 году Морозовы получили потомственное почётное гражданство.
Отцом Саввы Морозова был крестьянин Василий Фёдорович Морозов. Он родился в 1750 году, умер в 1823 году в деревне Зуево Богородского уезда Московской губернии.
Савва Морозов был крепостным крестьянином помещика Николая Гавриловича Рюмина, «пастухом, извозчиком, ткачом-рабочим, ткачом-кустарём, который пешком ходил в Москву продавать свой товар скупщикам, затем владельцем мелкого заведения — раздаточной конторы — фабрики». Есть легенда, согласно которой в начале своей рабочей деятельности Савва Морозов работал на шёлковой фабрике Кононова, получал 5 рублей в год ассигнациями. Когда ему выпал жребий идти в солдаты, он захотел откупиться и попросил заём у хозяина. За два года, перейдя вместе со своей семьёй на сдельную оплату, он смог выплатить долг.
В 1797 году Морозов женился на дочери красильного мастера Ульяне Афанасьевне. Его жена Ульяна Афанасьевна родилась в 1770 году в деревне Никулино Богородского уезда Московской губернии. Она была дочерью красильного мастера; существует легенда, что она обладала особым умением окрашивать ткани и что её пять рублей приданного послужили основой будущего капитала Морозовых.
В том же году открыл собственную шёлкоткацкую мастерскую в селе Зуеве (сейчас город Орехово-Зуево). К 1811 году в его мастерской работало уже 10 станков, которые обслуживались 20 наёмными работниками. В год они выделывали до 200 кусков шёлкового товара на общую сумму 1,2 тысячи рублей.
После войны 1812 года Морозов стал сбывать свой товар именитым помещикам и обывателям столицы. К 1821 году выкупился из крепостной зависимости вместе с сыновьями Елисеем, Захаром, Абрамом и Иваном за огромную по тем временам сумму — 17 тысяч рублей ассигнациями.
Став свободным человеком, в 1823 году купил у своего бывшего помещика Рюмина часть земли на правом берегу Клязьмы в местечке Никольское, где была основана знаменитая впоследствии мануфактура. Это событие положило начало росту промышленного местечка Никольское (тогда оно называлось также Новозуевым и Николаевским). Ныне Зуево и Никольское входят в черту города Орехово-Зуево.
В 1825 году основал московскую ручную ткацкую фабрику, которая в сороковых годах состояла из 11 строений, где помещались 3 ткацких, 1 сновальная и 3 красильных и сушильных. Машин не имелось, но было 240 ручных станков с жаккардовыми машинами для выработки цветных узорчатых тканей. Эта московская фабрика была ликвидирована после Крымской войны. В 1830 году им была открыта фабрика в городе Богородске, со временем превратившаяся в Богородско-Глуховскую мануфактуру. В 1846 году при помощи Людвига Кнопа в Никольском была начата постройка крупнейшей в России бумагопрядильной фабрики, которая была запущена в действие 15 января 1848 года.
В 1850 году выделил капитал для старших сыновей Елисея и Захара, а младшему сыну, родившемуся уже свободным, Тимофею передал все функции управления.
Его сын Елисей Саввич Морозов был богородским купцом 1 гильдии, основал одну из мануфактур в селе Никольское. Другой сын, Захар, основал Богородско-Глуховскую мануфактуру. Тимофей Саввич скупил паи Тверской мануфактуры бумажных изделий. Абрам Саввич не стал отделяться от Саввы Морозова. О судьбе его сына Ивана, его жизни и семье известно не много.
Считается родоначальником пяти ветвей рода Морозовых: Елисеевичей, Захаровичей, Абрамовичей, Ивановичей и Тимофеевичей.
Скончался в 1860 году купцом первой гильдии, оставив своим потомкам колоссальный капитал и многочисленные фабрики. В этом же году фирму преобразовали в паевой торговый дом «Савва Морозов с сыновьями»; в 1873 году он был переименован в Товарищество Никольской мануфактуры «Саввы Морозова сын и Ко». Похоронен на Рогожском кладбище. Надпись гласит: «Под сим камнем погребено тело раба Божия Потомственного Почётного Гражданина Покровского 1-й гильдии купца Саввы Васильевича Морозова, скончался 1860 года декабря 15 дня в 6 часов по полуночи, жития его было 90 лет, день Ангела его 24 апреля».